# Niederwerth
Niederwerth là một đô thị ở huyện Mayen-Koblenz bang Rheinland-Pfalz, phía tây nước Đức. Đô thị Niederwerth có diện tích 3,03 km². Đô thị này nằm trên hai cù lao trên sông Rhine, đối diện thị xã Vallendar.